# ビタリー・シェルボ
ヴィタリー・ヴェネディクトヴィチ・シェルボ（Vitaly Venediktovich Scherbo, 1972年1月13日 - ）は、ベラルーシの体操選手。

## 略歴
シェルボは1992年バルセロナオリンピックの体操競技に独立国家共同体（EUN）代表として出場し、合計6つの金メダルを獲得した（男子団体総合、個人総合、あん馬、つり輪、跳馬、平行棒）。これは体操における最高記録である。
また、世界選手権における獲得金メダル数12個、合計メダル数23個はいずれも歴代最多記録。
シェルボは1996年アトランタオリンピックまで競技を続け、その間に世界チャンピオンとして数々のメダルを獲得した。アトランタ五輪直前には妻のイリーナが大きな交通事故に巻き込まれ、またシェルボも両肩の手術を受けるなど苦境が続いた。アトランタオリンピックでのパフォーマンスはベストには遠いものだった。娘はクリスティーナ。
日本においては1995年に『スポーツマンNo.1決定戦』（TBS）に出演し、跳び箱（同番組では「MONSTER BOX」と呼ぶ）で当時の世界記録である20段（2m76cm）を跳び、2年後には22段（2m96cm）を跳んだ。
跳馬にシェルボが最初に行った技「シェルボ (Scherbo)（ロンダート-後ろとび一回ひねり-後方伸身宙返り）」と「シェルボ2（ロンダート-後ろとび一回ひねり-後方伸身宙返り一回ひねり）」がある。現在は家族とともにアメリカのラスベガスに住み、体操教室を運営している。2009年に国際体操殿堂入りした。